# サボテン・ジャーニー
『サボテン・ジャーニー』は、2004年10月18日～21日に日本テレビで放送されたテレビドラマである。全4話。主演は小林聡美。

## 概要
- NISSANのティーダによる提供で、2004年10月18日～21日の4夜連続で放送された。
- 物語は「NISSANの新型車ティーダを購入した主人公が、ひょんなことから車に乗せることになった赤の他人2人と共に、故郷・高知県で行われる妹の結婚式に向かう4日間」を描いたもの。ドラマ中、この番組のために作られた特別なティーダのCMが自然に挿入され、物語の流れが阻害されることが無い。
- 主な舞台はティーダの車内。登場人物同士の会話がドラマのメインになっている。

## キャスト
- 長谷川綾（35）：小林聡美

「物しか撮らない」というポリシーを持つカメラマン。2ヶ月前から不眠症に悩まされており、ティーダを購入したのをきっかけに、故郷・高知で行われる妹の結婚式までドライブをすることに。
- 上原美香（28）：市川実和子

結婚式当日に結婚する自信をなくしてしまい、綾の運転するティーダに無理やり乗り込んできた女性。「死に場所を探す」といって綾の旅についてくる。
短大卒業後、会社の受付の配属された。
- 観音崎実（?）：田辺誠一

通称ナビオ。綾の購入したティーダに、4日間だけのスペシャルオプションとしてついてきた人間カーナビ。綾の道案内をするといって車に乗り込む。
美香からドレスをもらう。
- 長谷川由美（26）：酒井若菜

綾の妹。
- 桑野（？）：尾美としのり

美香の婚約者。
- 長谷川姉妹の母：由紀さおり

## スタッフ
- 脚本：荻上直子
- プロデューサー：櫨山裕子　内山雅博
- 協力プロデューサー：霞沢花子
- 演出：南雲聖一
- オープニングテーマ：『帰省』／安田祥子・由紀さおり（東芝EMI）